# Zooropa
A U2 Zooropa című albumának anyaga a ZooTV turné alatt készült, eredetileg csak EP hosszúságú lett volna. Megjelenésének évében elnyerte a legjobb alternatív zenei albumért járó Grammy-díjat, és – annak ellenére, hogy igazán sikeres kislemez nem vezette be a megjelenését – két hétig állt a Billboard 200-as listájának élén. Több mint hétmillió példányban adták el.
A lemez anyaga egyrészt egyenes folytatása volt az Achtung Babynek: az együttes tovább kísérletezett az elektronikus zenével, a technóval, és a David Bowie és Brian Eno által használt stíluselemekkel. Több szöveg is ember és technika kapcsolatát elemzi, kritikusan szemlélve a technikai civilizációt.

## Dalok
1. Zooropa (6:30)
2. Babyface (4:00)
3. Numb (4:18)
4. Lemon (6:56)
5. Stay (Faraway, So Close!) (4:58)
6. Daddy's Gonna Pay for Your Crashed Car (5:19)
7. Some Days Are Better Than Others (4:15)
8. The First Time (3:45)
9. Dirty Day (5:24)
10. The Wanderer (4:44)

Zene: U2; szöveg: Bono, kivéve Dirty Day (Bono és The Edge) és Numb (The Edge).
Két kislemez jelent meg az album előtt: a Stay világszerte, valamint a Lemon Észak-Amerikában, Ausztráliában és Japánban. A Numb klipjét VHS-en ún. videokislemezként adták ki.
A lemezborító hátterében három ekkor készülő, de még befejezetlen dal címének részletei olvashatók: 2. sor – WAKEUPDE – Wake Up Dead Man; 4. sor – ISSMEKILLM – Hold Me, Thrill Me, Kiss Me, Kill Me; 5. sor – ETDRESS – If You Wear That Velvet Dress. A 3. sorban pedig: – WANDER – The Wanderer. 

## Előadók
- Bono – ének, gitár
- The Edge – gitár, zongora, szintetizátor, ének
- Adam Clayton – basszusgitár
- Larry Mullen, Jr. – dob, ütőhangszerek, vokál
- Johnny Cash – ének (The Wanderer)

## Külső hivatkozások
- U2 Wanderer diszkográfia
- U2-Vertigo-Tour.com – a Zooropa turnéján játszott számok
- Three Sunrises – a lemez dalairól